# Silvia Müller
Silvia Müller (* 26. April 1965 als Silvia Hantke; † am oder vor dem 21. Januar 2016 in Duisburg; Pseudonym als Schriftstellerin Silvia K.) war ein Opfer sexueller Gewalt, das seine Geschichte in einem Buch verarbeitet hat.

## Leben
Müller wuchs in Krefeld auf. Ihren Vater lernte sie nie kennen, ihre Mutter überließ die Erziehung von Anfang an den Großeltern. Die Schule verließ Silvia ohne Abschluss. Als 16-Jährige wurde sie am 10. Februar 1982 entführt und bis zum 23. Mai 1983 für 15 Monate von Helma und Dieter Engelbrecht in einem Keller in Kamp-Lintfort gefangengehalten, vergewaltigt und gefoltert. Dieser befand sich im Privathaus des Unternehmerehepaares. Für ihre späteren Peiniger hatte sie kurz vorher als Kindermädchen gearbeitet. Wenige Tage nach Antritt der Stelle kam es nach ihrem Bericht zu sexuellen Avancen von beiden Eheleuten. Sie wies diese zurück und gab die Arbeit bei den Engelbrechts auf. Während eines Besuchs einige Wochen später, der angeblich der Versöhnung dienen sollte, brachten sie sie in ihre Gewalt.
Die Großeltern gaben eine Vermisstenanzeige auf, aber da Silvia seit ihrer Kindheit als schwierig galt, wurde nicht mit großem Nachdruck nach ihr gesucht. Nach 15 Monaten ließen die Engelbrechts sie frei.
Nach dem Ende der Gefangenschaft wurde die Geschichte in diversen Medien, vor allem in der Bild-Zeitung und im Stern, detailliert dokumentiert und war für mehrere Wochen Gesprächsthema in der deutschen Öffentlichkeit. Die Eheleute Engelbrecht wurden in Untersuchungshaft genommen und vor Gericht gestellt. 1985 wurde der Mann zu zehn Jahren Freiheitsstrafe verurteilt, die Frau zu sechs Jahren. Dieter Engelbrecht erhängte sich einen Tag später in seiner Zelle, seine Frau kam nach vier Jahren frei. In einem Zivilprozess wurden Silvia 120.000 DM Schmerzensgeld zugesprochen, die sie jedoch nie bekam.
Silvia heiratete und nahm den Nachnamen Müller an. Ihr Ehemann war zeitweise gewalttätig, hatte Drogenprobleme und lebte über seine Verhältnisse. Aus finanziellem Interesse überredete er sie, in einem Film unter dem Pseudonym Silvia H. mitzuwirken, in dem die Gefangenschaft nachgespielt wurde. So entstand der pornografische Film „Sexsklavin Silvia“, der im ersten Teil aus einem Interview besteht, in dem Silvia ausführlich über ihre Erlebnisse berichtet und körperliche Verletzungen zeigt, die ihr in der Gefangenschaft beigebracht wurden. Später drehte sie mehrere reguläre Pornofilme bei DBM.
1990 begann Silvia Müller, Heroin zu konsumieren. Ursache dafür waren nach ihrer Darstellung aber nicht die erlittenen Misshandlungen. Ihr Mann hatte sie vielmehr immer wieder gedrängt, das Rauschgift zu nehmen, und sie habe dem Drängen schließlich nachgegeben. 1991 wurden beide wegen Handels mit Betäubungsmitteln verhaftet und vor Gericht gestellt. Silvia Müller erhielt eine Bewährungsstrafe, ihr Mann wurde zu viereinhalb Jahre Haft verurteilt. In der Untersuchungshaft kam sie vom Heroin los. 1994 wurde ihre Ehe geschieden, im selben Jahr erschien unter dem Pseudonym Silvia K. ein Buch über ihr bisheriges Leben.
Silvia Müller hatte zwei Kinder, die zeitweise in einem Heim untergebracht waren. Über ihr Leben seit 1994 ist kaum etwas bekannt. Laut einem Zeitungsbericht kam es irgendwann zu einer gewaltsamen Auseinandersetzung mit einem Junkie. Sie erlitt dabei einen Trümmerbruch, 2013 musste das betroffene Bein amputiert werden. Ihr letzter Lebensgefährte fand Silvia Müller am 21. Januar 2016 tot auf dem Sofa ihrer Wohnung. Die Todesursache ist unklar. Nach Aussage ihres Lebensgefährten hatte sie unter einer starken Schmerzmittelabhängigkeit gelitten.

## Publikation
- Silvia K.: …doch helfen musste ich mir selbst (= Bastei-Lübbe-Taschenbuch; 61315). Aufgezeichnet von Bruni Gebauer. Lübbe, Bergisch Gladbach, 1994, ISBN 3-404-61315-5.

## Filme
- Sklavin Silvia – 466 Tage im Keller
- Sexsklavin Silvia in Action – Part 2
- Jetsex – Dinos Blue Movie
- Silvia's Secrets – Dinos Blue Movie